# Улица Светогорска (Београд)
| Улица Светогорска | Улица Светогорска                                          |
| ----------------- | ---------------------------------------------------------- |
|                   |                                                            |
| Општина           | Стари Град                                                 |
| Почетак           | Македонска улица                                           |
| Крај              | Таковска улица                                             |
| Дужина            | 550 m                                                      |
| Ширина            | 15 m                                                       |
| Названа           | 1872.                                                      |
| Стари називи      | Два бела голуба, Битољска, Жоржа Клемансоа, Иво Лола Рибар |
|                   |                                                            |
|                   |                                                            |
| Светогорска улица |                                                            |

Улица Светогорска  је једна од најстаријих београдских улица са богатом историјом. Налази се у центру Београда, и протеже се правцем од Македонске улице, паралелно са улицама Мајке Јевросиме и Косовском, до Таковске улице.

## Име улице
Светогорска улица носи име по Светој гори, једном од центара православног света, која се налази на северу Грчке на Атосу који представља најисточнији крак полуострва Халкидики.
Атос је седиште двадесет православних манастира и чини аутономну државу под грчким суверенитетом. Само је монасима дозвољено да живе на Светој гори, а тренутно тамо борави око 2.000 монаха.
Међутим, Светогорска улица није увек носила овај назив. Она је својеврстан рекордер у броју назива које је мењала током своје историје. Наиме, у периоду од 1872. до данас, ова улица је чак седам пута мењала своје име.

## Историјат улице
Првобитно, ову улицу народ је незванично прозвао Поп Исин сокак, по свештенику који је у њој живео.

### НазивДва бела голуба
У периоду од 1872. до 1896. године ова улица је прозвана Два бела голуба. Име је добила по кафани газда Јове Кујунџића која се налазила на почетку улице. Наиме, током овог мирног периода народ је радио, град се развијао, а кафане су постале омиљена места окупљања, па не чуди што су се по њиховим именима називале и саме улице.
Плац на коме се налазила кафана Код два бела голуба, на углу данашњих улица Хиландарска и Светогорска, 1912. године продат је Удружењу занатлија који су ту подигли своје здање на чију фасаду су, према захтеву Кујунџића, поставили фигуре два голуба.

### НазивСветогорска, први пут
Уследиле су године политичких превирања, турбулентних дешавања, као и промене власти. 
У оваквим околностима народ се јаче везивао за веру, па је 1896. године назив Два бела голуба промењен у Светогорска, поводом посете српског краља Александра Обреновића Светој гори. Ово име ће улица носити и током Првог светског рата, све до 1922. године.

### НазивБитољска улица
У периоду од 1922. до 1930. године ова улица носи назив Битољска.
Тај назив је требало да подсећа на одлучујућу Битољску битку у којој је српска војска поразила Турке и протерала их, окончавајући рат и освајајући право на западни део Македоније.

### НазивУлица Жоржа Клемансоа
Године 1930. улица поново мења име, овај пут у Жоржа Клемансоа, које ће носити до 1943. године. Клемансо је био француски министар рата у судбоносним данима Првог светског рата и један од велике четворице на мировној конференцији у Версају, и одликован је медаљом Обилића за храброст од стране краља Николе. На углу Палмотићеве и Жоржа Клемансоа налазила се, 1939, једна стара кућа на сред улице.

### НазивСветогорска, други пут
Након немачке окупације Београда нове власти нису дозволиле да београдске улице носе називе оних које су сматрали својим противницима, нити да носе имена која су могла да осоколе потлачено грађанство. Ипак, нису желели да улицама дају називе који ће провоцирати Београђане, па је 1943. године овој улици враћено неутрално име Светогорска.

### НазивУлица Лоле Рибара
Након пораза Немаца и доласка комуниста на власт 1946. године ова улица добија ново име – Улица Лоле Рибара, које ће носити све до 1997. године.
Иво Лола Рибар је био комуниста, народни херој, секретар СКОЈ-а и члан Врховног штаба. Рођен је у Загребу, а школовао се у Београду.

### НазивСветогорска, трећи пут
Деведесете године у Београду су биле обележене инфлацијом и борбом за опстанак. У таквој ситуацији људи су се поново окретали религији, а било је и оних којима је Иво Лола Рибар сметао само због свог хрватског порекла.
Све је то условило да 1997. године ова улица по трећи пут добије име Светогорска које носи и данас.

## Светогорском улицом
У овој улици се налазе бројни историјски објекти који су стављени под заштиту града, а у њој се данас одржавају и културне манифестације.

### бр. 6
Зграда Љубомира Миладиновића је пример српске модерне архитектуре, без орнамената и јасних геометријских облика и са наглашеном функционалношћу. Пројектовао је архитекта Момчило Белобрк. Овај стамбени објекат добио је назив „Гаража“ по приземљу који је намењен гаражном простору. Уврштен је у споменике културе.

### бр. 12
Задужбина Влајка Каленића скупља средства за помагање студената Економског факултета у Београду. Подигао ју је Влајко Каленић према коме Каленићева пијаца носи име.

### бр. 15
На углу Светогорске и Влајковићеве улице је кућа Николе Крстића. Пројектовао је архитекта Петар Бајаловић.

### бр. 17
Дом Јеврема Грујића је кућа чувеног српског политичара с краја 19. века. Изграђена је 1896. године по пројекту чувеног београдског архитекте Милана Капетановића.
Ово је прва зграда у Београду која је стављена под заштиту града након оснивања Завода за заштиту споменика.
На истом месту су се некада организовали престижни градски балови. Данас представља један од најпосећенијих музеја у Београду.

### бр. 21
Ово позориште је основано 12. новембра 1956. године. Прва представа која је одиграна у њему била је Гетеов Фауст.
Позориште је добило име по броју столица које су се налазиле у гледалишту. Наиме, иако се, по традицији, позориште оснивало тек када му се подигне зграда, Атеље 212 је намерно основано на улици и узело је под кирију сиромашну салу у приземљу тадашње зграде Борба, где се могло сместити највише 212 столица, и где се такође кувала и делила легендарна бесплатна кафа. Улазнице су биле јефтине, а до њих се тешко долазило јер је свако желео, и по неколико пута, да погледа представе у којима су бриљирали глумци Зоран Радмиловић, Драган Николић, Милован Бутковић, Мира Бањац, Ташко Начић, Бора Тодоровић, Петар Краљ, Светлана Бојковић, и многи други.

### бр. 27
Атеље Уроша Предића је саграђен у стилу сецесије о чему јасно сведоче мотиви женске главе и букета цвећа на фасади као и употреба боја. У то су укомпоновани класични елементи попут једноставних венаца, конзола и прозорских оквира. Атеље Уроша Предића спада у споменике културе.

### бр. 32
Кућа др Станоја Станојевића је подигнута између 1897. и 1899. године. Др Станоје Станојевић, историчар и члан САНУ-а становао је овде од 1904. до 1937. године. Ова кућа представља пример становања грађанске класе прве половине 20. века и спада у споменике културе. 

### бр. 48
Зграда Трговачке академије је подигнута 1926. године према пројекту Јездимира Денића. Припада српско-византијском стилу. Данас се у њој налази Правно-пословна школа. Ова зграда представља непокретно културно добро као споменик културе.

### бр. 50
На раскрсници Светогорске и Таковске улице налази се кућа предратног трговца Симе Николића. Ова зграда саграђена је 1937. године. Сима Николић, који је подигао зграду, био један од оснивача некада моћне Месарске банке, у време када је Србија и тадашња Југославија, доминирала Европом као велики извозник меса.
Један специфичан детаљ се налази на врху овог објекта. У питању је статуета свињске главе, која краси камену ограду на централном делу изнад последњег спрата. Наиме, свињска глава је била трговачки симбол, попут овце или бика, и представљала је знак тадашњег својеврсног месарског клана. Разлог њеног постављања је управо тај што се Николић обогатио тргујући прасићима.
Ова зграда је под заштитом Завода за заштиту споменика другог степена.

## Суседне улице
Светогорска улица се налази између Таковске улице и Трга политике.
Од Таковске ка Македонској пресецају је улице: Стевана Сремца, Палмотићева, Влајковићева, Кондина и Цетињска.

## Улица отвореног срца
У Светогорској улици се већ традиционално одржава манифестација Улица отвореног срца, сваког првог јануара. За стварање ове традиције заслужни су глумци позоришта Атеље 212.
Све је почело осамдесетих година прошлог века у Српској кафани поред овог позоришта, у којој су глумци редовни гости. Наиме, сваког првог јануара, по завршетку представа, глумци би преузимали улогу келнера и послуживали госте кафане, уморне после новогодишње теревенке. И мало по мало почео се скупљати све већи број људи који би се састајали овом приликом. На крају, настала је Улица отвореног срца која је почела да се шири и на друге делове Београда.
Сваке године ову манифестацију посећује велики број Београђана, али и посетилаца главног града. Поред идеје да се цела породица добро забави и да Нову годину започне у ведрој и позитивној атмосфери, манифестација неретко има и хуманитарни карактер.